# Atractus mijaresi
Espèce
Atractus mijaresi est une espèce de serpents de la famille des Dipsadidae.

## Répartition
Cette espèce est endémique de l'État de Mérida au Venezuela. Elle a été découverte à 2 405 m d'altitude à Rangel.

## Description
L'holotype de Atractus mijaresi, une femelle adulte, mesure 369 mm dont 36 mm pour la queue.

## Étymologie
Cette espèce est nommée en l'honneur d'Abraham Mijares-Urrutia.

## Publication originale
- Esqueda & La Marca, 2005 : Revisión taxonómica y biogeográfica (con descripción de cinco nuevas especies) de serpientes del género Atractus (Colubridae: Dipsadinae) en los Andes de Venezuela. Herpetotropicos, vol. 2, no 1, p. 1-32 (texte intégral).